# Exobasidium triseptatum
Exobasidium triseptatum ist eine Pilzart der Familie der Nacktbasidienverwandten (Exobasidiaceae) aus der Ordnung Ustilaginomycotina. Sie ist ein Endoparasit von Vaccinium leschnaultii. Symptome des Befalls durch den Pilz sind hypertrophe, gallenartige Flecken auf den Blättern der Wirtspflanze und auf der Blattunterseite hervortretendes Myzel. Das Verbreitungsgebiet der Art liegt in Indien.

## Merkmale

### Makroskopische Merkmale
Exobasidium triseptatum ist mit bloßem Auge nicht zu erkennen. Symptome des Befalls sind hypertrophische, gallenartige Flecken von hellgrüner bis rosaroter Farbe auf den Blattoberseiten der Wirtspflanze. In späteren Befallsstadien tritt auf der Blattunterseite Myzel hervor.

### Mikroskopische Merkmale
Das Myzel von Exobasidium triseptatum wächst wie bei allen Nacktbasidien interzellulär und bildet Saugfäden, die in das Speichergewebe des Wirtes wachsen. Der Pilz besitzt eine monomitische Hyphenstruktur aus rein generativen Hyphen ohne Schnallen. Die viersporigen Basidien sind zylindrisch bis keulenförmig und an der Basis einfach septiert. Sie wachsen direkt aus der Wirtsepidermis. Die Sporen sind hyalin, mondförmig, dünnwandig und 14–28 × 3–8 µm groß. Reif haben sie drei Septen.

## Verbreitung
Das bekannte Verbreitungsgebiet von Exobasidum triseptatum liegt im südlichen Indien.

## Ökologie
Die Wirtspflanze von Exobasidium triseptatum ist Vaccinium leschnaultii. Der Pilz ernährt sich von den im Speichergewebe der Pflanzen vorhandenen Nährstoffen, seine Basidien brechen später durch die Blattoberfläche und setzen Sporen frei. Diese keimen, nachdem sie auf geeignetes Substrat gefallen sind, zu Oidien, aus denen sich dann neues Myzel entwickelt.